# Whiting (Maine)
Whiting ist eine Town im Washington County des Bundesstaates Maine in den Vereinigten Staaten. Im Jahr 2020 lebten dort 482 Einwohner in 354 Haushalten (in den Vereinigten Staaten werden auch Ferienwohnungen als Haushalte gezählt) auf einer Fläche von 134,86 km².

## Geographie
Nach dem United States Census Bureau hat Whiting eine Gesamtfläche von 134,86 km², von der 121,06 km² Land sind und 13,8 km² aus Gewässern bestehen.

### Geographische Lage
Whiting liegt im Süden des Washington Countys am Atlantischen Ozean. Dort liegt Whiting an der zur Cobscook Bay gehörenden Dennys Bay. Im Nordwesten grenzt der Gardner Lake an, im Norden der Rocky Lake, zudem befinden sich mehrere kleinere Seen wie der Indian Lake oder der Orange Lake auf dem Gebiet der Town. Die Oberfläche ist eher eben, ohne größere Erhebungen.

### Nachbargemeinden
Alle Entfernungen sind als Luftlinien zwischen den offiziellen Koordinaten der Orte aus der Volkszählung 2010 angegeben.
- Norden und Osten: East Central Washington,  Unorganized Territory, 12,0 km
- Süden: Cutler, 12,7 km
- Südwesten Machiasport, 17,7 km
- Westen: East Machias, 12,5 km

### Stadtgliederung
In Whiting gibt es zwei Siedlungsgebiete: Halls Mills und Whiting.

### Klima
Die mittlere Durchschnittstemperatur in Whiting liegt zwischen −6,7 °C (20 °F) im Januar und 20,0 °C (68 °F) im Juli. Damit ist der Ort gegenüber dem langjährigen Mittel der USA um etwa 9 Grad kühler. Die Schneefälle zwischen Oktober und Mai liegen mit bis zu zweieinhalb Metern mehr als doppelt so hoch wie die mittlere Schneehöhe in den USA; die tägliche Sonnenscheindauer liegt am unteren Rand des Wertespektrums der USA.

## Geschichte
Whiting wurde zunächst als Township No. 12 Eastern Division (T12 ED) vermessen. Als Town wurde das Gebiet am 15. Februar 1825 organisiert, zuvor war es als Orangetown Plantation bekannt. Der erste europäischstämmige Siedler, der sich in dem Gebiet niederließ, war 1780 Colonel John Crane, ein Aktivist der Boston Tea Party. Benannt wurde die Town nach Timothy Whiting, einem frühen Landbesitzer und Mitglied der Legislative von Maine.

### Einwohnerentwicklung
| Volkszählungsergebnisse – Town of Whiting, Maine | Volkszählungsergebnisse – Town of Whiting, Maine | Volkszählungsergebnisse – Town of Whiting, Maine | Volkszählungsergebnisse – Town of Whiting, Maine | Volkszählungsergebnisse – Town of Whiting, Maine | Volkszählungsergebnisse – Town of Whiting, Maine | Volkszählungsergebnisse – Town of Whiting, Maine | Volkszählungsergebnisse – Town of Whiting, Maine | Volkszählungsergebnisse – Town of Whiting, Maine | Volkszählungsergebnisse – Town of Whiting, Maine | Volkszählungsergebnisse – Town of Whiting, Maine |
| Jahr                                             | 1800                                             | 1810                                             | 1820                                             | 1830                                             | 1840                                             | 1850                                             | 1860                                             | 1870                                             | 1880                                             | 1890                                             |
| ------------------------------------------------ | ------------------------------------------------ | ------------------------------------------------ | ------------------------------------------------ | ------------------------------------------------ | ------------------------------------------------ | ------------------------------------------------ | ------------------------------------------------ | ------------------------------------------------ | ------------------------------------------------ | ------------------------------------------------ |
| Einwohner                                        |                                                  |                                                  |                                                  | 309                                              | 462                                              | 470                                              | 479                                              | 414                                              | 425                                              | 393                                              |
| Jahr                                             | 1900                                             | 1910                                             | 1920                                             | 1930                                             | 1940                                             | 1950                                             | 1960                                             | 1970                                             | 1980                                             | 1990                                             |
| Einwohner                                        | 399                                              | 368                                              | 374                                              | 327                                              | 358                                              | 354                                              | 339                                              | 269                                              | 335                                              | 407                                              |
| Jahr                                             | 2000                                             | 2010                                             | 2020                                             | 2030                                             | 2040                                             | 2050                                             | 2060                                             | 2070                                             | 2080                                             | 2090                                             |
| Einwohner                                        | 430                                              | 487                                              | 482                                              |                                                  |                                                  |                                                  |                                                  |                                                  |                                                  |                                                  |

## Kultur und Sehenswürdigkeiten

### Bauwerke
In Whiting wurde ein Bauwerk unter Denkmalschutz gestellt und ins National Register of Historic Places aufgenommen.
- Union Meeting House, 2014 unter der Register-Nr. 14000139.[9]

## Wirtschaft und Infrastruktur

### Verkehr
Der U.S. Highway 1 verläuft in westöstlicher Richtung durch die Town. Von ihm zweigt die Maine State Route 189 nach Lubec ab.

### Öffentliche Einrichtungen
Es gibt keine medizinischen Einrichtungen in Whiting. Die nächstgelegenen befinden sich in Machias.
Whiting besitzt keine eigene Bücherei. Die nächstgelegenen befinden sich in East Machias und Cuttler.

### Bildung
Whiting gehört zum MASD 77 und mit Cuttler, East Machias, Jonesboro, Machias, Machiasport, Marshfield, Northfield, Roque Bluffs, Wesle und Whitneyville zum Schulbezirk AOS 96.
Im Schulbezirk werden folgende Schulen angeboten:
- Bay Ridge Elementary School in Cutler, mit Schulklassen von Kindergarten bis zum 8. Schuljahr
- Elm Street School in East Machias, mit Schulklassen von Pre-Kindergarten bis zum 8. Schuljahr
- Jonesboro Elementary School in Jonesboro, mit Schulklassen von Pre-Kindergarten bis zum 8. Schuljahr
- Rose M. Gaffney School in Machias, mit Schulklassen von Pre-Kindergarten bis zum 8. Schuljahr
- Fort O’Brien School in Machiasport, mit Schulklassen von Pre-Kindergarten bis zum 8. Schuljahr
- Wesley Elementary School in Wesley, mit Schulklassen von Kindergarten bis zum 8. Schuljahr
- Whiting Village School in Whiting, mit Schulklassen von Kindergarten bis zum 8. Schuljahr
- Machias Memorial High School in Machias, mit Schulklassen vom 9. bis zum 12. Schuljahr

Zudem befindet sich in East Machias die Washington Academy, eine private vorbereitende High School. Die Akademie wurde 1792 gegründet und hat Internats- und Tagesschüler.